# Falar Verdade a Mentir
Falar a Verdade a Mentir é o título duma peça escrita por Almeida Garrett em 1845. Foi publicada em 1846 juntamente com Filipa de Vilhena e Tio Simplício
A acção desta comédia desenrola-se em Lisboa, no século XIX. Foi representada pela primeira vez em Lisboa, no Teatro Tália, pela sociedade particular do mesmo nome, em 7 de Abril de 1845. A peça contém apenas um acto (acto único) que é composto por dezassete cenas.
A obra era uma crítica cómica à sociedade da altura, e ainda hoje conserva o seu humor refinado.

## Personagens
- Brás Ferreira - pai de Amália e futuro sogro de Duarte
- Amália - Filha de Brás Ferreira e futura esposa de Duarte.
- Duarte Guedes - um mentiroso compulsivo, noivo de Amália e futuro genro de Brás Ferreira
- General Lemos - um general amigo de pai de Duarte Guedes e amo de José Félix
- Joaquina - criada  de Amália e namorada de José Félix
- José Félix - criado do General Lemos e namorado de Joaquina
- Um lacaio

Curiosidade:Na obra original "Brás Ferreira" é um burguês de Viseu que depois foi para o Porto.

## Enredo
A peça conta a história de uma filha de um burguês, Amália, e da sua serva, Joaquina, que se vão casar com Duarte Guedes e José Félix, respetivamente. Joaquina veio com o seu senhor do Porto para Lisboa, onde vive José Félix, o que lhes deu a oportunidade de estarem juntos.
Joaquina revela a José Félix que Amália, a filha do seu amo, prometeu que lhe daria um dote de cem moedas quando se casasse. Mas Joaquina disse que havia um problema: Duarte, o noivo de Amália, era um mentiroso compulsivo, e o pai de Amália (Brás Ferreira) disse-lhe que se o apanhasse numa mentira, acabava com o seu casamento. Interessado no dote, José Félix disse a Joaquina que tinham que dizer isso a Duarte, pois senão ele iria ser apanhado, o casamento iria ser cancelado e Joaquina nunca receberia o dote de Amália. Mas demasiado tarde! Duarte já tinha começado a contar mentiras ao pai de Amália, que após algumas histórias extraordinárias, começou a desconfiar dele.
Quando Amália finalmente contou as exigências do seu pai a Duarte, este ficou muito confuso, e começou a confundir as suas mentiras. Numa tentativa de socorrer Duarte, José Félix, fez-se passar por pessoas que Duarte mencionara nas suas mentiras, como por exemplo, Tomás José Marques, Lord Coockimbrook e general Lemos. Mas no fim do dia, o pai de Amália descobriu que o seu futuro genro tinha mentido, apesar das suas mentiras terem acabado por ser verdade. Como agradecimento pela sua ajuda e pela "lição" que ele lhe deu, Duarte oferece um saco de dinheiro a José Félix. Com o "vício" de mentir emendado e com o desejo de José Félix pelo dinheiro satisfeito, a peça acaba assim.
Crítica Social: Esta obra tem um forte sentido crítico expresso de forma cómica. Nela, Almeida Garrett censura a alta sociedade portuguesa da época que vivia da falsidade e da aparência (muitas vezes ilusória). Para além disso há uma critica dissimulada ao oportunismo e ganancia das classes mais baixas aqui representadas sobretudo por José Felix, que se revela ao longo da obra bastante interesseiro.